# Sphex mendozanus
Sphex mendozanus är en biart som beskrevs av Brethes 1909. Sphex mendozanus ingår i släktet Sphex och familjen grävsteklar. Inga underarter finns listade i Catalogue of Life.